# Psycho Circus
Psycho Circus (с англ. — «Сумасшедший цирк») — восемнадцатый студийный альбом американской хард-рок-группы Kiss, вышедший в 1998 году на лейбле Mercury Records. 

## Об альбоме
Диск ознаменовал воссоединение оригинального состава группы в традиционном гриме. Хотя его рекламировали как групповую работу, Питер Крисс играл на барабанах только в треке «Into the Void», написанном гитаристом Эйсом Фрэйли, а сам Фрейли играл только в нём и в «You Wanted the Best». Однако все четыре участника группы исполнили вокальные партии в альбоме. «You Wanted the Best» — единственная песня Kiss, в которой все участники группы исполняют ведущий вокал.
Крисс в своей книге «От макияжа до разрыва: моя жизнь в Kiss и за его пределами» утверждал, что Пол Стэнли был настолько полон решимости не работать с ним и Фрейли в студии, что им заплатили по 850 000 долларов каждому за то, чтобы они не участвовали в записи.
В радиоинтервью после своего ухода Крисс заявил, что «Into the Void» была единственной композицией альбома, в которую внесли свой инструментальный вклад все четверо участников. Что касается отсутствия сплочённости в группе во время записи, Стэнли заявил: «Мы пытались сделать альбом Kiss, но это была неудачная попытка, потому что не было настоящей группы», и продолжил, добавив: «Чтобы  сделать отличный альбом, у группы должна быть общая цель... а у нас её не было». В 2014 году Стэнли заявил, что Крисс и Фрейли пытались пересмотреть свои контракты и получить возможность сочинить больше песен, когда он и Симмонс думали, что «с чего бы это им быть равными партнёрами? Группа прекрасно существовала [много лет без них]». Хотя последующий тур Kiss Farewell Tour должен был «избавить Kiss от страданий», Стэнли в конечном итоге решил продолжить играть, потому что он «не хотел, чтобы Psycho Circus стал нашим последним альбомом. Это нехорошая память».
Альбом стал одним из последних для продюсера Брюса Фейрберна — он умер весной 1999 года.

## Список композиций
| №                   | Название | Автор(ы)                  | Основной вокал      | Длительность |
| ------------------- | --- | ------------------------- | ------------------- | ------------ |
| 1.                  | «Psycho Circus» (с англ. — «Сумасшедший цирк»)                                                              | Пол Стэнли, Кёртис Куомо  | Стэнли              | 5:30         |
| 2.                  | «Within» (с англ. — «Внутри»)                                                                               | Джин Симмонс              | Симмонс             | 5:10         |
| 3.                  | «I Pledge Allegiance to the State of Rock & Roll» (с англ. — «Я клянусь в верности государству Рок-н-Ролл») | Стэнли, Куомо, Холли Найт | Стэнли              | 3:32         |
| 4.                  | «Into the Void» (с англ. — «В пустоту»)                                                                     | Эйс Фрейли, Карл Кокран   | Фрейли              | 4:22         |
| 5.                  | «We Are One» (с англ. — «Мы едины»)                                                                         | Симмонс                   | Симмонс             | 4:41         |
| Общая длительность: | Общая длительность:                                                                                         | Общая длительность:       | Общая длительность: | 23:17        |

| №                   | Название                                                             | Автор(ы)            | Основной вокал                       | Длительность |
| ------------------- | -------------------------------------------------------------------- | ------------------- | ------------------------------------ | ------------ |
| 6.                  | «You Wanted the Best» (с англ. — «Вы хотели лучшее»)                 | Симмонс             | Симмонс, Стэнли, Питер Крисс, Фрейли | 4:15         |
| 7.                  | «Raise Your Glasses» (с англ. — «Поднимите свои бокалы»)             | Стэнли, Найт        | Стэнли                               | 4:14         |
| 8.                  | «I Finally Found My Way» (с англ. — «Наконец-то я нашёл свой путь»)  | Стэнли, Боб Эзрин   | Крисс                                | 3:40         |
| 9.                  | «Dreamin'» (с англ. — «Мечтаю»)                                      | Стэнли, Брюс Кулик  | Стэнли                               | 4:12         |
| 10.                 | «Journey of 1,000 Years» (с англ. — «Путешествие длиной в 1000 лет») | Симмонс             | Симмонс                              | 4:47         |
| Общая длительность: | Общая длительность:                                                  | Общая длительность: | Общая длительность:                  | 21:08        |

| №                   | Название                                  | Автор(ы)            | Основной вокал      | Длительность |
| ------------------- | ----------------------------------------- | ------------------- | ------------------- | ------------ |
| 11.                 | «In Your Face» (с англ. — «В твоём лице») | Симмонс             | Фрейли              | 3:40         |
| Общая длительность: | Общая длительность:                       | Общая длительность: | Общая длительность: | 48:05        |

### Бонусный диск лимитированного издания
| №  | Название                          | Автор(ы)        | Основной Вокал             | Длительность |
| -- | --------------------------------- | --------------- | -------------------------- | ------------ |
| 1. | «Psycho Circus (live)»            | Стэнли, Куомо   | Пол Стэнли                 | 5:34         |
| 2. | «Let Me Go, Rock 'n' Roll (live)» | Стэнли, Симмонс | Симмонс                    | 5:33         |
| 3. | «Into the Void (live)»            | Фрейли, Кокран  | Фрейли                     | 9:10         |
| 4. | «Within (live)»                   | Симмонс         | Симмонс                    | 7:57         |
| 5. | «100,000 Years (live)»            | Стэнли, Симмонс | Стэнли                     | 5:17         |
| 6. | «Black Diamond (live)»            | Стэнли          | Крисс, Стэнли (вступление) | 6:12         |

## Участники записи
- Пол Стэнли — ритм-гитара, основной и бэк-вокал, бас-гитара на треке 3, акустическая гитара на треках 5, 8 и 10.
- Джин Симмонс — бас-гитара, основной и бэк-вокал, ритм-гитара на треке 5
- Эйс Фрэйли — соло-гитара и вокал (только в «Into the Void», «You Wanted the Best» и «In Your Face»)
- Питер Крисс — ударные (только в «Into the Void»), вокал на треках 6 и 8.

неотмеченные
- Томми Тайер — соло-гитара, бас-гитара на треке 5
- Кевин Валентайн — ударные на всех треках кроме 4
- Шелли Берг — акустическое пианино и оркестровые аранжировки на треках 8 и 10
- Боб Эзрин — Fender Rhodes на 8 треке
- Брюс Кулик — соло-гитара на треках 2 и 7, бас-гитара на треках 1, 7 и 8, все гитары и бас на треке 9, бэк-вокал

## Чарты
| Год  | Чарт                                          | Позиция |
| ---- | --------------------------------------------- | ------- |
| 1998 | The Billboard 200                             | 3       |
| 1998 | Canada Billboard Top Canadian Albums          | 2       |
| 1998 | ARIA Charts                                   | 1       |
| 1998 | UK Albums Chart                               | 47      |
| 1998 | Sverigetopplistan                             | 1       |
| 1998 | VG-lista                                      | 4       |
| 1998 | Suomen virallinen lista                       | 5       |
| 1998 | Austrian Albums Chart                         | 25      |
| 1998 | Syndicat National de l’Édition Phonographique | 71      |
| 1998 | Schweizer Hitparade                           | 30      |
| 1998 | MegaCharts                                    | 51      |

| Сингл                 | Чарт                       | Позиция |
| --------------------- | -------------------------- | ------- |
| «Psycho Circus»       | Netherland Dutch Top 40    | 98      |
| «Psycho Circus»       | Sverigetopplistan          | 4       |
| «Psycho Circus»       | VG-lista                   | 8       |
| «Psycho Circus»       | Hot Mainstream Rock Tracks | 1       |
| «Psycho Circus»       | ARIA Charts                | 22      |
| «We Are One»          | ARIA Charts                | 40      |
| «We Are One»          | VG-lista                   | 18      |
| «We Are One»          | UK Albums Chart            | 31      |
| «You Wanted the Best» | US Mainstream Rock Tracks  | 22      |

## Сертификации
| Страна        | Статус  | Всего продано | Дата            |
| ------------- | ------- | ------------- | --------------- |
| Канада (CRIA) | Золото  | 50,000^       | 20 октября 1998 |
| США (RIAA)    | Платина | 1000000^      | 13 января 1999  |